# یان هاینتزه
یان هاینتزه (دانمارکی: Jan Heintze؛ زادهٔ ۱۷ اوت ۱۹۶۳) یک بازیکن فوتبال اهل دانمارک است.

## باشگاهی
از باشگاه‌هایی که در آن بازی کرده‌است می‌توان به پی‌اس‌وی آیندهوون اشاره کرد.

## تیم ملی
وی همچنین در تیم ملی فوتبال دانمارک بازی کرده‌است.
در جام جهانی فوتبال ۲۰۰۲ با ۳۸ سال و ۹ ماه و ۲ روز (یکی از مسن‌ترین بازیکنان تاریخ جام‌های جهانی)